# Деспіна (супутник)
Деспіна (англ. Despina, дав.-гр. Δέσποινα) — внутрішній супутник планети Нептун. Названий іменем німфи з давньогрецької міфології. Також позначається як Нептун V.

## Історія відкриття
Деспіна була відкрита в кінці липня 1989 року за знімками, зробленими апаратом «Вояджер-2». Про відкриття було оголошено 2 серпня 1989 року, також повідомлялось про 10 зображень, отриманих протягом 5 днів, таким чином, відкриття відбулося незадовго до 28 липня 1989 року. Супутник отримав тимчасове позначення S/1989 N3. Власне назва була дана 16 вересня 1991.

## Характеристики
Деспіна має неправильну (несферичну) форму. Жодних ознак геологічної активності не виявлено. Ймовірно, Деспіна, як й інші супутники на орбітах нижче Тритона, сформувалася з уламків раніше існуючих супутників Нептуна, викликаних збуреннями від Тритона після його захоплення Нептуном на початкову орбіту з високим ексцентриситетом.
Орбіта Деспіни трохи вище орбіти Таласи і трохи нижче кільця Левер'є.
Деспіна обертається нижче синхронної навколонептунової орбіти, внаслідок чого орбіта цього супутника поступово знижується через дії припливних сил. З часом вона може бути поглинена Нептуном або зруйнуватися через припливне розтягування і утворити кільце при досягненні межі Роша.